# East West Bank Classic 2008

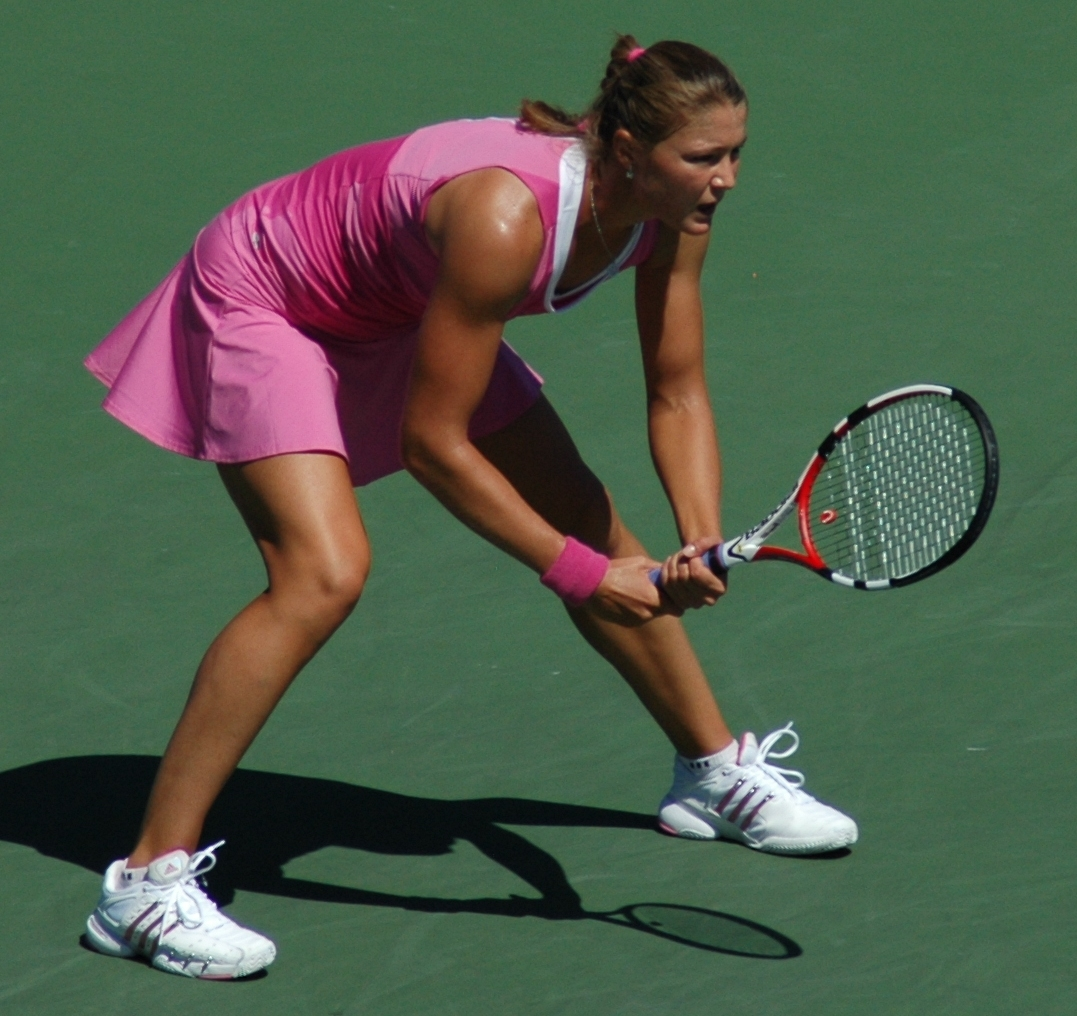
Чемпионка одиночного турнира — Динара Сафина из России.

East West Bank Classic 2008 — ежегодный женский профессиональный теннисный турнир 2-й категории WTA.
Соревнование традиционно проводится на открытых хардовых кортах в Карсоне, штат Калифорния, США.
Турнир прошёл с 21 по 27 июля в 35-й раз в общей истории.
Прошлогодние победители:
- в одиночном разряде —  Ана Иванович
- в парном разряде —  Квета Пешке и  Ренне Стаббз

## US Open Series

### Женщины
Ко второй соревновательной неделе борьба за бонусные призовые выглядела следующим образом:
| Место | Игрок              | Турниров 1 | Побед | Очков |
| ----- | ------------------ | ---------- | ----- | ----- |
| 1     | Александра Возняк  | 1          | 1     | 70    |
| 2     | Марион Бартоли     | 1          |       | 45    |
| 3-4   | Ай Сугияма         | 1          |       | 25    |
| 3-4   | Серена Уильямс     | 1          |       | 25    |
| 5-8   | Саманта Стосур     | 1          |       | 15    |
| 5-8   | Патти Шнидер       | 1          |       | 15    |
| 5-8   | Доминика Цибулкова | 1          |       | 15    |
| 5-8   | Анна Чакветадзе    | 1          |       | 15    |

* - Золотым цветом выделены участники турнира.
1 - Количество турниров серии, в которых данный участник достиг четвертьфинала и выше (2-я категория) или 1/8 финала и выше (1-я категория)

## Соревнования

### Одиночный турнир
Динара Сафина обыграла  Флавию Пеннетту со счётом 6-4, 6-2.
- Сафина выигрывает 2-й титул в сезоне и 7-й за карьеру в туре ассоциации.
- Пеннетта уступает 1-й финал в сезоне и 7-й за карьеру в туре ассоциации.

### Парный турнир
Чжань Юнжань /  Чжуан Цзяжун обыграли  Еву Грдинову /  Владимиру Углиржову со счётом 2-6, 7-5, [10-4].
- Чжань выигрывает 3-й титул в сезоне и 7-й за карьеру в туре ассоциации.
- Чжуан выигрывает 2-й титул в сезоне и 9-й за карьеру в туре ассоциации.